# تاتیانا میکائلیان
تاتیانا گریگوریونا میکائلیان (ارمنی: Տատյանա Գրիգորևնա Միքայելյան؛ زادهٔ ۷ دسامبر ۱۹۵۵) یک سیاستمدار اهل ارمنستان است که از تاریخ ۲۰۱۷ تا تاریخ ۲۰۱۸ سمت نمایندگی دوره مجلس ملی جمهوری ارمنستان را برعهده داشت.

## زندگی‌نامه
در ۷ دسامبر ۱۹۵۵ در بخش آلمنفسکی به دنیا آمد .